# Petri Pumpa
Petri Pumpa startades i september 1984 av Thomas Drejing vid Sankt Petri kyrkogata i Lund som restaurang. 1990 tillkom en bar med matservering. I samma byggnad inreddes 1992 ett mindre hotell. Namnet lånades från ett kafé som legat på samma gata under tidigt 1900-tal och som är bekant i Lunds studentkretsar som ett av tillhållen för den unge Frans G Bengtsson och hans vänkrets.
Petri Pumpa ansågs under stora delar av 1990-talet vara en av Sveriges främsta restauranger. Den var under Thomas Drejings ledning plantskola för många framgångsrika restaurangmänniskor och en viktig faktor för det nya nordiska köket. Vid Skånska Gastronomiprisgalan 2019 i Malmö tilldelades Dreijing "årets skånska hederspris" för "hur han byggde upp Petri Pumpa och blev en mentor och förebild för hela svenska kockeliten".
Petri Pumpa drevs på olika platser i Skåne av Thomas Drejing och från 2000 tillsammans med Per-Ola Holm. 
Sedan 1998 drivs Petri Pumpa på Kronovalls vinslott på Österlen i sydöstra Skåne. Under 1999 stängde Petra Pumpa restaurangen och baren i Lund och flyttade till Hotell Savoy i Malmö, där Petri Pumpa kom att fungera som restaurang och matsal fram till 2003. Hotellverksamheten i Lund drevs vidare några år, men såldes i april 2006 och blev Hotel Duxiana. Numera [när?] återstår Petri Pumpa på Kronovalls vinslott på Österlen.